# Сабашникова, Антонина Васильевна
Антони́на Васи́льевна Саба́шникова (по мужу Евре́инова; 1861, Кяхта, Забайкальская область — 11 июля 1945, Сен-Мартен-дю-Туш, Тулуза) — пианист, издатель, родная сестра Фёдора, Михаила и Сергея Сабашниковых.

## Родители
Родилась в купеческой слободе Кяхта в семье потомственного почетного гражданина, купца Василия Никитича Сабашникова и Серафимы Савватьевны Скорняковой. В детстве Серафима Савватьевна училась музыке у ссыльного польского пианиста Константина Осиповича Савичевского. Разбогатеть Василию Никитичу удалось на импорте чая, караваны с которым от китайских поставщиков шли через всю страну на знаменитые Нижегородскую и Ирбитскую ярмарки. После строительства Суэцкого канала и развития морского сообщения между Азией и Европой, Сабашников переключился на золотодобычу, что также принесло ему значительную прибыль. Мать — Серафима Савватьевна — была на 19 лет моложе мужа. Она окончила институт в Санкт-Петербурге, была высокообразованной женщиной и приветливой хозяйкой. В конце 1860-х годов Сабашниковы переехали в Москву, где проживали в дом № 6 по Большому Лёвшинскому переулку (позже Дом московского городского комитета «Красного креста»).
В семье было пятеро детей: Екатерина, Антонина, Федор, Михаил и Сергей. После ранней смерти родителей (в 1876 году умерла мать, а в 1879 — отец), хозяйством занималась старшая сестра Екатерина Васильевна (1859 — 1930-е), позже вышедшая замуж за А. И. Барановского. Михаил Васильевич (1871—1943) и Сергей Васильевич Сабашниковы (1873—1909) организовали издательство «М. и С. Сабашниковы», широко известное в начале XX века. Федор Васильевич (1869—1927) вошёл в историю как издатель трудов Леонардо да Винчи, за что итальянский город Винчи избрал его своим почетным гражданином.

## Музыка
Антонина Васильевна училась в Московской консерватории у известного профессора Карла Клиндворта. Впоследствии она стала превосходной пианисткой, игру которой высоко оценивал Николай Рубинштейн.

Клиндворт, руководивший Ниниными занятиями на рояле, выделял её из всех своих учениц и настоял на том, чтобы её прослушал Николай Григорьевич Рубинштейн. Последний очень одобрил Нинину игру и выразил желание ею руководить. Однако он вскоре скончался. Мадемуазель Бессон впоследствии передавала мне не лишенное остроумия и проницательности замечание Н. Г. Рубинштейна о Нине, не сообщенное ею тогда своей ученице по соображениям «педагогическим»: «У этой барышни три приданных: талант, красота и богатство, лишь бы они не мешали друг другу»
— Сабашников М. В. Воспоминания – М., 1983 г. – 464 с.

В Петербурге я жила в доме моей тетки Нины Евреиновой, старшей сестры Михаила и Сергея Сабашниковых, издателей. Тетя Нина, нежная мать четырёх детей, тихая, тонкая душа, была гениальной музыкантшей. Музыкальность жила во всех движениях её крупной фигуры, в прислушивающемся взгляде её фиалковых глаз, в складках рта. Екатерина Бальмонт была её близким другом. Обе высокого роста, редкой красоты, они дополняли друг друга в самом своем существе…
— Сабашникова М. В. Зеленая Змея. История одной жизни - Издательство "Энигма", 1993 г.

Я была поражена её видом за роялем. Она сидела очень прямо на табуретке, почти неподвижно, только изредка легко склоняясь над клавишами, как бы прислушиваясь к звукам, которые она извлекала из инструмента. И тогда она составляла одно целое с роялем, что-то неотделимое от него.
— Андреева-Бальмонт Е. А. Воспоминания - Издательство имени Сабашниковых, 1997 г. - 560 с.
В воспоминаниях Маргариты Васильевны Сабашниковой (Волошиной) утверждается, что стихотворение Константина Бальмонта «Музыка», написанное в 1913 году, посвящено именно Антонине Сабашниковой.

## Издательская деятельность
C 1885 года, ещё до начала издательской деятельности братьев Сабашниковых, Антонина Васильевна начала издавать ежемесячный литературный журнал «Северный вестник» под редакцией Анны Евреиновой. Журнал пользовался большой популярностью, особенно после приглашения к сотрудничеству группы народников во главе Н. К. Михайловским. Вследствие перехода Н. К. Михайловского в «Русское богатство», «Северный вестник» растерял большинство своих подписчиков и в 1890 году Сабашникова была вынуждена объявить о продаже журнала.

Я скажу Вам по секрету, что в настоящий момент он <Северный вестник> переживает кризис весьма и весьма тяжелый. Надо во что бы то ни стало спасать журнал, потому что эта скаредная издательница <А. В. Сабашникова> готова закрыть его (при четырёх тысячах подписчиков!), лишь бы не давать больше денег. Анна Михайловна <Евреинова> энергически бьется, изыскивает всевозможные меры, и есть надежда, что дело не погибнет. Только бы подписка не уменьшилась. Поведем тогда журнал сами на свой риск и страх. При расчетливом, скромном ведении дела можно будет существовать и с четырьмя тысячами подписчиков. Пожалуйста, Вы никому об этом не говорите, Антон Павлович. А то журналу и без того ножку все подставляют".
— Письмо А. Н. Плещеева А. П. Чехову от 22 октября 1888 года

## Семья

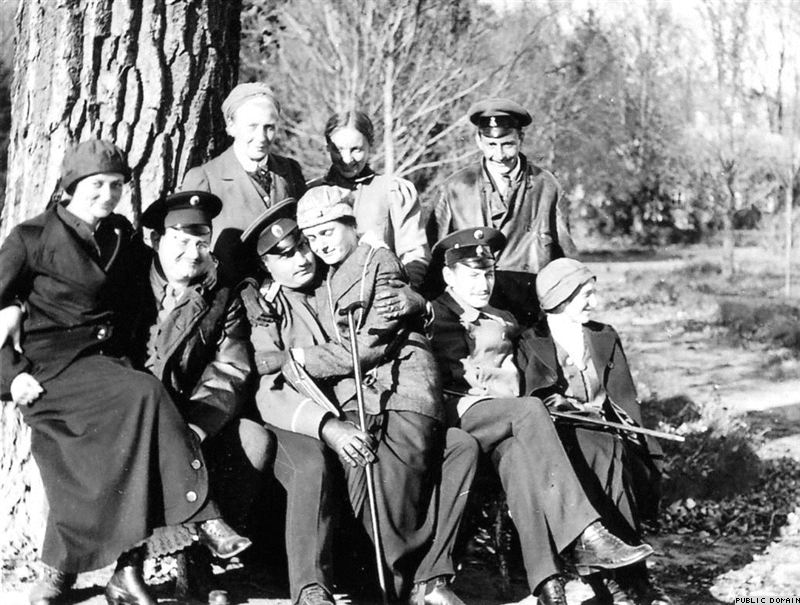
Борщень. Осень 1915 г.
Стоят: Антонина Васильевна Сабашникова, Елена Романова, Сергей Жекулин; Сидят: Кира Евреинова (урождённая Васианова) и Владимир Евреинов, Дмитрий Евреинов и Ольга Евреинова (урождённая Поцелуева), Борис Евреинов и Наталья Евреинова (урождённая Жекулина)

Вышла замуж за племянника А. М. Евреиновой Алексея Владимировича Евреинова, выпускника юридического факультета Санкт-Петербургского университета, помещика Курской губернии и суджанского уездного предводителя дворянства. После свадьбы переселилась в родовое имение мужа Борщень (территория Большесолдатского района Курской области). Организовала в своем имении мастерскую по изготовлению корзин, участвовала в выставках кустарей и ремесленников.
Вскоре после помолвки, у Антонины Васильевны появились приступы тяжелой нервной болезни, от которой она страдала всю жизнь. Её муж скончался в 1903 году.
В браке родилось четверо детей, которые благодаря отличному образованию и заботам матери добились определенных успехов в различных областях:
- Владимир Алексеевич Евреинов (1887—1967) — помолог, агроном, заведующий кафедрой в Высшей национальной агрономической школе в Тулузе.
- Борис Алексеевич Евреинов (1888—1933) (польск.) — историк, общественный деятель, член Славянского института в Праге, основатель в Праге Русского музыкального общества.
- Нина Алексеевна Евреинова (фамилия по первому мужу — Яковлева) в годы Первой мировой войны записалась в сестры милосердия Красного креста, повторно вышла замуж за полковника Белой Гвардии Константина Трауберберга. Скончалась в Париже. Её дочь — Нина Константиновна Рауш фон Траубенберг (1920—2013) — доктор психологии, известный специалист по тестам Роршаха, профессор Университета Париж Декарт[9][10].
- Дмитрий Алексеевич Евреинов (1891—1941) — подпоручик, капитан лейб-гвардии Преображенского полка. С 1919 года командир роты 1-й Гвардейской пехотной дивизии Вооруженных сил Юга России. В 1920 году эвакуирован из Одессы в Югославию. Позже перебрался в Дюссельдорф, Германия[11]. По некоторым данным, умер в нищете во Франкфурте-на-Майне[12].

В 1922 по разрешению правительства эмигрировала в Прагу, где ей удавалось давать уроки музыки. С 1928 года жила у дочери Нины в Софии, в 1930 году перебрались в Париж. После смерти дочери переселилась к сыну Владимиру в Сен-Мартен-дю-Туш, пригород Тулузы. Скончалась 11 июля 1945 года.